# Claude Anet
Pour les articles homonymes, voir Anet.
« Jean Schopfer » redirige ici. Pour les autres significations, voir Jean Schopfer (homonymie).
Claude Anet, né Jean Schopfer le 28 mai 1868 à Morges (Suisse) et mort le 9 janvier 1931 à Paris (France), est un écrivain, journaliste et joueur de tennis français. Il est l'auteur de Ariane, jeune fille russe et de Mayerling, tous deux plusieurs fois adaptés au cinéma.

## Biographie
Jean Schopfer naît à Morges, en 1868, d'une famille française, protestante, exilée en Suisse deux siècles plus tôt. Il est licencié ès lettres et diplômé de l'École du Louvre.
Passionné de sport, il devient champion de France de tennis en 1892, premier joueur français à avoir remporté le tournoi, qui deviendra plus tard le tournoi de Roland-Garros. Il est à nouveau finaliste en 1893. Il a consacré un ouvrage à la vedette de ce sport, Suzanne Lenglen (Éd. Simon Kra, 1927). Il excellait par ailleurs en cyclisme et natation.
Grand voyageur, Schopfer parlait plusieurs langues en plus du français : le russe, l'anglais, un allemand composite, un peu de persan.
Au début du XXe siècle, il adopte le nom de plume « Claude Anet », nom du rival du jeune Jean-Jacques Rousseau dans le cœur de Mme de Warens. Il écrit des livres de voyage, des romans, du théâtre. Il est aussi reporter pour Le Temps et Le Petit Parisien. En 1917, il assiste à la révolution russe en tant que correspondant à Pétrograd (ex-Saint-Pétersbourg laquelle fut renommée le 6 septembre 1991 à nouveau Saint-Pétersbourg) du Journal.
Il est l'auteur de plusieurs romans, dont, en 1920, Ariane, jeune fille russe, adapté à plusieurs reprises au cinéma, notamment par Billy Wilder (Ariane, 1957). Un an avant sa mort, en 1930, il publie Mayerling, qui fera lui aussi l'objet d'adaptations filmées (1936 et 1968).
Après le tennis, il pratiqua le golf, et prévoyait le croquet pour ses vieux jours. Mais il meurt d'une septicémie généralisée le 9 janvier 1931 en son domicile, au no 108, rue du Bac dans le 7e arrondissement de Paris, et, est inhumé au cimetière de Garches. Sa fille, connue sous le nom de Leïla (ou Leyla) Claude-Anet, a fait partie des meilleures joueuses françaises au début des années 1930.

## Bibliographie

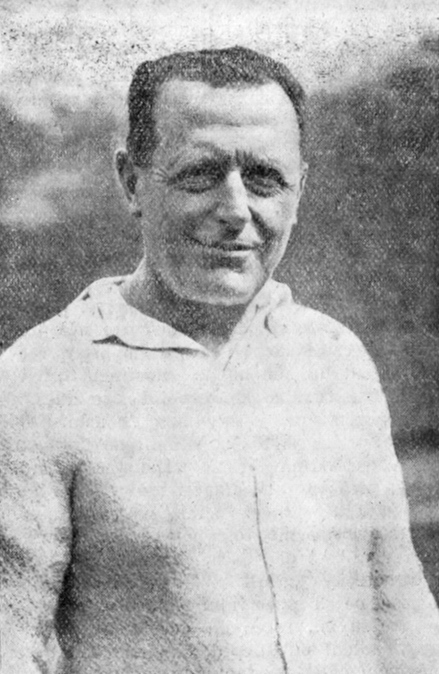
Claude Anet en 1931

## Adaptations au cinéma
- 1931 : Ariane de Paul Czinner (version allemande)
- 1932 : Ariane, jeune fille russe de Paul Czinner (version française)
- 1936 : Mayerling d'Anatole Litvak
- 1957 : Ariane (Love in the Afternoon) de Billy Wilder
- 1968 : Mayerling de Terence Young

## Palmarès

### Titre en simple messieurs
| No | Date | Nom et lieu du tournoi       | Catégorie | Surface      | Finaliste             | Score         |  |
| -- | ---- | ---------------------------- | --------- | ------------ | --------------------- | ------------- |  |
| 1  | 1892 | Championnat de France, Paris | G. Chelem | Terre (ext.) | Francis Louis Fassitt | 6-2, 1-6, 6-2 |  |

### Finale en simple messieurs
| No | Date | Nom et lieu du tournoi       | Catégorie | Surface      | Vainqueur        | Score    |  |
| -- | ---- | ---------------------------- | --------- | ------------ | ---------------- | -------- |  |
| 1  | 1893 | Championnat de France, Paris | G. Chelem | Terre (ext.) | Laurent Riboulet | 6-3, 6-3 |  |

### Titre en double messieurs
| No | Date | Nom et lieu du tournoi      | Catégorie | Surface      | Partenaire   | Finalistes     | Score         |  |
| -- | ---- | --------------------------- | --------- | ------------ | ------------ | -------------- | ------------- |  |
| 1  | 1893 | Championnat de France Paris | G. Chelem | Terre (ext.) | J. Goldsmith | Heltay Ortmans | 6-4, 4-6, 6-2 |  |

## Décoration
- Chevalier de la Légion d'honneur en 1920